# Malcolm Winters
Malcolm Winters est un personnage de fiction du feuilleton télévisé Les Feux de l'amour. Il est interprété par Shemar Moore de mai 1994 au 14 février 2002 et du 1er novembre 2004 au 1er septembre 2005. Du 29 décembre 2009 au 17 octobre 2011, le rôle est interprété par Darius McCrary. Les 10 et 11 septembre 2014 et les 25 et 26 avril 2019, Shemar Moore revient comme Malcolm Winters.

## Biographie

### Arriver à Genoa et viole de Dru
Malcolm arrive pour la première fois à Genoa City en 1994, déterminé à reconstruire sa relation avec son demi-frère, Neil Winters. Neil, au début, ne veut rien avoir à faire avec son jeune demi-frère rebelle, mais décide finalement de lui donner une seconde chance. Avec l’aide de Blade Bladeson, Malcolm est devenu le photographe le plus en vue de Genoa City.
Il développe une amitié avec la femme de Neil, Drucilla Barber, et est instantanément amoureux d’elle, mais rien n’en advient. Cependant, Malcolm découvre plus tard Drucilla après qu’elle ait pris une bonne dose de médicaments contre le rhume, et confond donc Malcolm avec Neil. Après que Drucilla ait appelé Neil, faisant réaliser à Malcolm que ses avances ne lui étaient pas destinées, Malcolm choisit de la violer. Le lendemain matin, Malcolm réalise quelle erreur il a commise et confie son crime à la sœur de Dru, Olivia.
Neuf mois plus tard, Drucilla donne naissance à une fille, Lily Winters. Après s’être convaincue que Neil est le père de Lily, Dru pardonne à Malcolm et Olivia le répare bientôt avec sa collègue de l’hôpital, Keesha Monroe. Ils tombent amoureux et se marient, juste avant que Keesha ne meure du sida.

### Relation compliqué avec son frère
Malcolm développe alors une relation avec Olivia, récemment veuve, et devient très attaché à son fils Nathan Hastings, Jr. Malcolm et Olivia se marient en 1997. Un an plus tard, l’ex-petite amie de Malcolm, Callie Rogers, arrive en ville et Olivia devient jalouse que Malcolm passe autant de temps avec elle. L’insécurité d’Olivia finit par détruire son mariage avec Malcolm et il rebondit vers Callie. Les deux se fiancent mais Callie rompt rapidement et quitte la ville. Pendant ce temps, Malcolm continue sa relation étroite avec son ancien beau-fils Nate, qui considère Malcolm comme son père.
Malcolm et Neil se retrouvent bientôt à se battre pour une femme, l’avocat Alex Perez. Malcolm et Alex tombent amoureux et se fiancent, bien qu’elle développe également des sentiments pour Neil. Alors qu’ils sont tous les trois en voyage d’affaires au Kenya, Malcolm entend Alex avouer ses sentiments à Neil et s’en va. Alors qu’il traverse un pont, sur le chemin d’une séance photo, le pont s’effondre et Malcolm est présumé mort.
Malcolm revient en ville deux ans plus tard en colère contre Neil, croyant qu’il n’a délibérément pas fait assez pour le sauver au Kenya, afin qu’il puisse avoir Alex pour lui-même. Finalement, les deux enterrent la hache de guerre. En ville, Malcolm a brièvement une aventure avec Adrienne Markham, l’ex-femme de Damon Porter.

### Malcolm le père biologique de Lily
Malcolm demande alors à Dru de passer un test de paternité pour déterminer une fois pour toutes s’il est le père biologique de Lily. Quand Malcolm s’avère être le père de Lily, lui et Dru décident de garder le secret et il quitte la ville. Alors que Malcolm est parti, Lily et Neil découvrent la vérité sur sa paternité, mais sont incapables de le contacter.

### Le retour de Malcolm
Quatre ans plus tard, Malcolm est revenu à Genoa City (épisode diffusé en juillet 2013 sur TF1) tout en travaillant secrètement sous couverture en tant qu’espion d’entreprise pour Tucker McCall. Il apprend que Lily a reçu un diagnostic de cancer de l’ovaire et a tenté de la soutenir tout en se heurtant à Neil. Cependant, les deux ont fini par mettre de côté leurs différences et se sont reconnectés en tant que frères. Malcolm a pris un emploi de photographe au magazine Restless Style et a embauché son neveu adoptif, Devon Hamilton, comme assistant. Quelques mois après que Malcolm ait mentionné qu’il était fiancé, sa fiancée, Sofia Dupre, est arrivée en ville. Elle a travaillé pour Tucker et a eu un conflit d’affaires avec Neil, et ils ont fini par avoir une aventure d’un soir et ne pas dire à Malcolm d’agir comme si cela ne s’était jamais produit. Malcolm et Sofia se sont mariés peu de temps après (épisode diffusé en novembre 2014 sur TF1).
Sofia est découverte plus tard comme étant enceinte, bien que la paternité du bébé ait été laissée indéterminée. Alors qu’elle était enceinte, Sofia a été forcée de dire à Malcolm la vérité sur sa nuit avec Neil, et qu’elle n’était pas sûre de la paternité du bébé. Sofia a donné naissance à un garçon nommé Moses Winters, d’après son père. Par la suite, un test de paternité a montré que Neil est le père de Moïse. Dévasté, Malcolm a dû prendre une décision concernant son avenir avec Moïse, et a rendu visite à Sofia à l’hôpital et lui a demandé de signer les papiers de divorce et lui a dit qu’il allait déménager, même si Sofia voulait arranger leur mariage. Malcolm a dit au revoir à Genoa City et s’est dirigé vers l’aéroport (épisode diffusés en juin 2015 sur TF1).

### Malcolm revient faire des visites à Genoa City
En septembre 2014 (épisodes diffusés en juillet 2017 sur TF1), Malcolm revient à Genoa City, prévoyant de surmonter ses différends avec Neil et de l’aider à faire face à sa cécité soudaine. Les deux rétablissent leur relation en tant que frères et Malcolm se rend à sa prochaine séance photo.
Après la mort soudaine de Neil, Malcolm revient à Genoa City pour être avec la famille. Lors des funérailles de Neil, Malcolm prononce un éloge funèbre émouvant en déclarant que même si sa relation avec son frère n’a pas toujours été parfaite, il a toujours eu un amour et une admiration inconditionnels pour lui. Il remercie Neil pour tout ce qu’il a fait pour lui et lui a donné. Après avoir réconforté tout le monde à la maison, Malcolm reprend la route, promettant de rester en contact.
Malcolm surprend sa famille avec une brève visite au gala en l’honneur de Neil en 2023. Ils rattrapent leur retard avant que Malcolm ne reprenne la route.